# Gregory Polanco
Pour les articles homonymes, voir Polanco.
Gregory Polanco (né le 14 septembre 1991 à Saint-Domingue, République dominicaine) est un voltigeur des Chiba Lotte Marines.

## Carrière
Gregory Polanco signe son premier contrat professionnel en 2009 avec les Pirates de Pittsburgh. Avant le début de la saison de baseball 2013, Polanco apparaît au 51e rang de la liste annuelle des 100 joueurs les plus prometteurs dressée par Baseball America et, un an plus tard, est classé 10e meilleur espoir. En 2012, il est nommé joueur de l'année dans la Ligue South Atlantic après une saison de 40 buts volés, 84 points marqués et 85 points produits en 116 matchs du West Virginia Power, pour qui il maintient une moyenne au bâton de ,325. En 2013, Polanco participe au match des étoiles du futur à New York et est nommé meilleur joueur des ligues mineures appartenant aux Pirates.
Gregory Polanco fait ses débuts dans le baseball majeur avec les Pirates de Pittsburgh le 10 juin 2014. Dès ce premier match, il réussit son premier coup sûr, aux dépens du lanceur Travis Wood des Cubs de Chicago. Le 13 juin lors d'une visite aux Marlins de Miami, Polanco frappe 5 coups sûrs et son dernier du match est un coup de circuit, son premier dans les majeures, de deux points aux dépens du lanceur Mike Dunn en 13e manche pour faire gagner les Pirates 8-6. Après un bon départ avec Pittsburgh, qui incite les Pirates à rétrograder aux ligues mineures le voltigeur Jose Tabata, Polanco connaît une période difficile et est renvoyé au club-école d'Indianapolis après une séquence d'un seul coup sûr en 30 présences au bâton, durant laquelle il est 11 fois retiré sur des prises.